# Diana Wells
Diana Wells fue una actriz argentina de una amplia trayectoria.

## Carrera
Wells fue una eximia actriz de reparto de indudable eficacia actoral. Participó en algunos films durante la época de oro del cine argentino compartiendo escenas con divas de teléfonos blancos y galanes de gran porte como Nelly Darén, Amelia Bence, Aída Luz, María Concepción César, Carlos Thompson, Roberto Escalada, Carlos Lagrotta, Alberto Closas, entre otros.
Integra en 1946 la lista de  "La Agrupación de Actores Democráticos", en pleno gobierno de Juan Domingo Perón, y cuya junta directiva estaba integrada por Pablo Racioppi, Lydia Lamaison, Pascual Nacaratti, Alberto Barcel y Domingo Mania.

## Filmografía
- 1946: El pecado de Julia
- 1950: Bólidos de acero
- 1950: El crimen de Oribe
- 2007: Tres minutos
- 2009: Cabeza de pescado[3]

## Teatro
- El gigante de Amapola (1945)
- Stefano (1949)